# Associazione Calcio Isola Liri 2007-2008
Questa pagina raccoglie le informazioni riguardanti l'Associazione Calcio Isola Liri nelle competizioni ufficiali della stagione 2007-2008.

## Risultati

### Serie D

#### Poule scudetto
| 11 maggio 2008 Turno preliminare - 1 giornata | San Felice Normanna | 3 – 0 | Isola Liri |  |

| 14 maggio 2008 Turno preliminare - 2 giornata | Isola Liri | 1 – 1 | Fortitudo Cosenza |  |